# Droga Graniczna
Droga Graniczna (niem. Grenzweg) – droga w południowo-zachodniej Polsce, w woj. dolnośląskim, w powiecie ząbkowickim.
Nazwa dawnej drogi, obecnie polnej, w Górach Bardzkich, prowadzącej z Przełęczy Bardzkiej na Przełęcz Łaszczową wzdłuż dawnej granicy między Śląskiem a Czechami. Ma ona około 1,6 km długości przy różnicy wzniesień około 140 m. i prowadzi z Przełęczy Bardzkiej na Przełęcz Łaszczową

W przeszłości był to trakt handlowy, uważany za odnogę szlaku bursztynowego. Z czasem stał się jedną z najważniejszych dróg handlowych, łączących Śląsk z Czechami. Droga ze względu na położenie i przełęcze, przez które prowadzi, miała w ubiegłych stuleciach znaczenie strategiczne, prawie w każdej wojnie toczyły się o nią walki.